# La Proie de l'autostop
Pour plus de détails, voir Fiche technique et Distribution.
La Proie de l'autostop (Autostop rosso sangue) est un thriller italien réalisé par Pasquale Festa Campanile, sorti en 1977.

## Synopsis
Un couple d'italiens en crise, Walter et Eve Mancini, voyage au sud de la Californie en caravane. Journaliste ivrogne et écrivain raté, il ne cesse de rabaisser sa jeune femme et il ne parvient pas à se défaire de la dépendance financière du père de son épouse, qui possède le journal dans lequel il travaille.
Sur leur route, ils prennent en stop un homme, un certain Adam Konitz, qui, lors du trajet, provoque la femme de Walter. Bafoué dans sa virilité et son machisme, Walter arrête la voiture et descend de force l'auto-stoppeur du véhicule pour le tabasser.
Mais ce dernier est armé et les prend en otages. Il se révèle être un dangereux bandit en cavale qui vient d'assassiner son complice après un hold-up. Le trio est alors poursuivi par Oaks et Hawk, les deux autres acolytes d'Adam, qui sont prêts à tout pour récupérer sa valise contenant le butin du casse, soit deux millions de dollars.
Ruiné et envieux, Walter s'avère être lui aussi obsédé par cet argent facile au point de devenir fou...

## Fiche technique
Sauf indication contraire, les informations mentionnées dans cette section peuvent être confirmées par la base de données cinématographiques IMDb,  présente dans la section « Liens externes ».
- Titre original : Autostop rosso sangue[1]
- Titre français : La Proie de l'autostop[2]
- Réalisation : Pasquale Festa Campanile
- Scénario : Pasquale Festa Campanile, Ottavio Jemma (en) et Aldo Crudo d'après le roman de Peter Kane The Violence and the Fury
- Montage : Antonio Siciliano
- Musique : Ennio Morricone
- Photographie : Franco Di Giacomo et Giuseppe Ruzzolini, assistés de Giuseppe Lanci (cadreur)
- Production : Mario Montanari et Bruno Turchetto
- Sociétés de production : Explorer Film '58 et Medusa Film
- Société de distribution : Medusa Film
- Pays d'origine :  Italie
- Langue originale : italien
- Format : Couleurs - 1,85:1 - Mono
- Genre : thriller
- Date de sortie :
  -  Italie : 30 septembre 1977
- Classification :
  - Italie : Interdit aux moins de 18 ans[1]
  - France : Classé X pour incitation à la violence de 1978 à décembre 1981[3],[4],[5],[6],[7].

## Distribution
- Franco Nero (V. Q. : Léo Ilial) : Walter Mancini
- Corinne Cléry (V. Q. : Claudine Chatel) : Eve Mancini
- David Hess (V. Q. : Dominique Briand) : Adam Konitz
- Joshua Sinclair (V. Q. : Jean Galtier) : Oaks
- Carlo Puri[8] (V. Q. : Luis de Cespedes) : Hawk
- Robert Sommer : Harry Stetson
- Ann Ferguson : Lucy Stetson
- Ignazio Spalla (crédité comme Pedro Sanchez) : l'épicier mexicain
- Leonardo Scavino (crédité comme Leon Lenor) : Mendoza